# Trap metal
Trap metal (znany również jako ragecore, hardcore trap, industrial trap i scream rap) to gatunek łączący elementy trapu i heavy metalu, a także elementy innych gatunków, takich jak industrial i nu metal.

## Charakterystyka
Charakteryzuje się zniekształconymi rytmami, przepływami hip-hopu, ostrym wokalem i strojonymi heavy metalowymi gitarami. Raper Bones został uznany przez magazyn Kerrang! jako jeden z najwcześniejszych praktykantów tego gatunku, wykonującym trap metalowe kawałki od około 2014 roku. Brytyjski raper Scarlxrd jest często kojarzony z tym gatunkiem i uważany za pioniera trap metalu. WQHT natomiast opisało EP-kę rapera OG Maco pt. „OG Maco” z 2014 roku jako część wczesnego rozwoju danego gatunku.